# Rita Renoir
Rita Renoir  (París, 19 de enero de 1938 - 4 de mayo de 2016) fue una actriz de teatro y de cine francesa. En los años sesenta hacía striptease en el cabaré parisino Crazy Horse y era llamada tragédienne du strip-tease.
En seguida, estrenó también en el teatro Eurípides, de Michelangelo Antonioni y de Pierre Bourgeade, con textos de René de Obaldia.
En 1968, trabajó también como coreógrafa en el filme de Georges Lautner, Le Pachá.

## Cine
- Les compagnes de la nuit, dir. de Ralph Habib (1953)
- Le Sicilien, dir. de Pierre Chevalier (1958)
- Commandant X (1962) - Serie tv
- Il mondo di notte numero 3, dir. de Gianni Proia (1963)
- Dragées au poivre, dir. de Jacques Baratier (1963)
- Ni figue ni raisin (1964) - Serie tv, ella misma.
- El desierto rojo, dir. de Michelangelo Antonioni (1964)
- Chappaqua, dir. de Conrad Rooks (1966)
- Fantômas contre Scotland Yard, dir. de André Hunebelle (1967)
- Cannabis, dir. de Pierre Koralnik (1970)
- Le Futur aux trousses, dir. de Dolores Grassian (1975)
- Sois belle et tais-toi, dir. de Delphine Seyrig (1981)
- L'Ange, dir. de Patrick Bokanowski (1982)
- Lire c'est vivre: Élie Faure, Vélasquez et les Ménines, dir. de Philippe Bordier (1984) - Film tv.

## Teatro
- 1965: Du vent dans les branches de sassafras, de René de Obaldia, dirección de René Dupuy. Rolo: Miriam, una prostituta llamada Petite-Coup-Sûr[3]
- 1967: Le Désir attrapé par la queue, de Pablo Picasso, Festival de la libre expressiòn, Saint-Tropez (papel alternado con Bernadette Lafont)
- 1973: Et moi qui dirai tout y Le Diable, textos ideados y realizados para Rita Renoir y Jean-Pierre Georges, Théâtre de Plaisance, París[4]